# Pegomastax
Pegomastax là một chi khủng long Heterodontosauridae sống trong thời kỷ Jura Sớm ở Nam Phi. Mẫu vật duy nhất được biết đến được phát hiện trong một chuyến thám hiểm năm 1966-1967 ở Huyện Transkei của Tỉnh Cape, nhưng không được mô tả cho đến tận năm 2012 khi Paul Sereno đặt tên cho nó là Pegomastax africana như đơn vị phân loại mới. Tên chi có nguồn gốc từ tiếng Hy Lạp có nghĩa là "hàm khỏe", và tên loài mô tả nguồn gốc từ châu Phi; ban đầu nó được đánh vần là africanus, sau được sửa thành africana để phù hợp với giới tính của tên chi.
Mẫu vật duy nhất được biết đến của Pegomastax bao gồm một phần hộp sọ với hàm dưới và răng được bảo quản tốt, cho thấy mối quan hệ với Heterodontosaurus và nhóm có hàm sâu, predentary di động, và một răng nanh lớn ở phía trước mõm. Mặt trước của hàm sẽ hỗ trợ một mỏ sừng và mòn trên răng cho thấy Pegomastax có chế độ ăn cỏ, có thể là thực vật cứng hơn so với những họ hàng không có răng nanh. Hình thái của răng và hàm cho thấy Pegomastax có thể có quan hệ họ hàng gần với phân loại Manidens Nam Mỹ, thay vì các chi khác của Nam Phi hoặc Lesothan Heterodontosaurus hoặc Lycorhinus.
Cùng với nhiều loài heterodontosaurids khác, Pegomastax được biết đến từ Elliot Formation phía trên. Mặc dù nguồn gốc không chắc chắn nhưng có lẽ nó đến từ giữa phần làm cho nó từ giữa tầng Sinemur và già hơn tất cả các loài heterodontosaurids khác trong hệ thống. Nó sống cùng với vô số loài khủng long chân thằn lằn như Massospondylus, ornithischian Lesothosaurus, và crocodylomorpha như Protosuchus, cũng như khủng long chân thú Megapnosaurus và một cung bên như Diarthrognathus và Pachygenelus. Hệ động vật của Elliot phía trên hiền lành hơn so với quần thể của Elliot phía dưới, điều này có thể phản ánh khí hậu khô hạn hơn vào thời điểm đó.

## Lịch sử khám phá

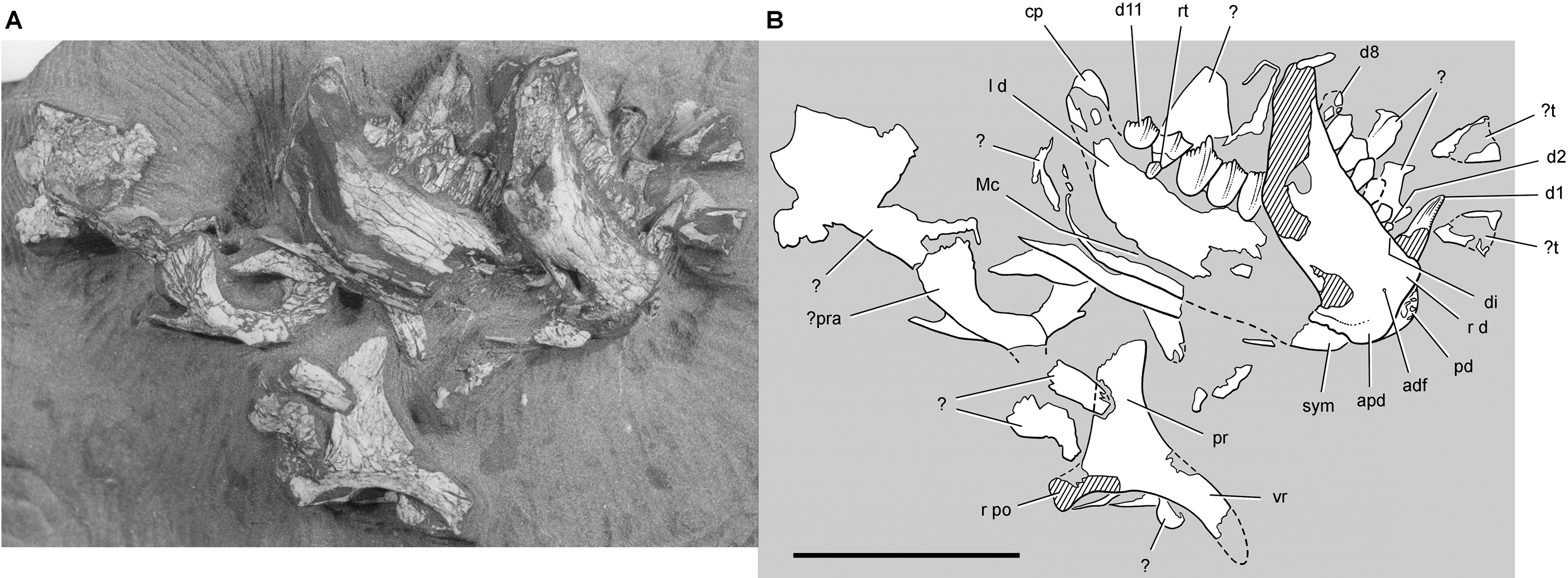
Toàn bộ nguyên mẫu trong ma trận (trái), với sơ đồ diễn giải

Hộp sọ tách rời một phần của một đơn vị phân loại mới Heterodontosauridae đã được phát hiện trong chuyến thám hiểm năm 1966-1967 tới Huyện Transkei của Tỉnh Cape, Nam Phi, được tìm thấy ở hệ động vật Elliot phía trên tại Voyizane (hay còn gọi là Voisana). Mẫu vật có số gia nhập SAM-PK-K10488, được tìm thấy cùng với các phần của khủng long răng nanh khác ở Voisana, bao gồm cả heterodontosaurid postcrania SAM-PK-K1328, hàm trên SAM-PK-K1326 và SAM-PK-K1334, Heterodontosaurus hộp sọ vị thành niên SAM-PK-K10487, và toàn bộ hộp sọ Heterodontosaurus và postcrania SAM-PK-K1332. Mẫu vật SAM-PK-K10488 được nhà cổ sinh vật học Paul Sereno người Mỹ xác định là một đơn vị phân loại mới vào những năm 1980 , nhưng vẫn chưa được mô tả cho đến 2012, khi được chỉ định là mẫu vật nguyên mẫu của đơn vị phân loại mới Pegomastax africanus. Tên chi có nguồn gốc từ tiếng Hy Lạp từ pegos và mastax, có nghĩa là "hàm khỏe", trong khi tên loài là từ tiếng Latinh có nghĩa là "liên quan đến Châu Phi". Tên loài đã được Sereno sửa đổi sau đó vào năm 2012 thành giống cái P. africana, theo giới tính nữ của từ tiếng Hy Lạp μάσταξ (mastax).

## Mô tả
Pegomastax được ước tính có chiều dài hộp sọ 73 mm (2,9 in), so với Heterodontosaurus tại 115 mm (4,5 in) và Tianyulong tại 65 mm (2,6 in). Nó có thể được phân biệt với các loài heterodontosaurids khác khi có một bộ răng trước rất sâu nhô ra phía trước và phía dưới, một đường gờ chính cong trên các răng hàm và một mép lõm vào thân răng ở hai bên của denticle ở giữa. Mặc dù có nhiều điểm tương đồng với Heterodontosaurus, nhưng hình dạng sâu bất thường giống như con vẹt của bộ răng trước được Sereno gợi ý để chỉ ra cách chuyên kiếm ăn giữa các loài heterodontosaurids khác nhau.

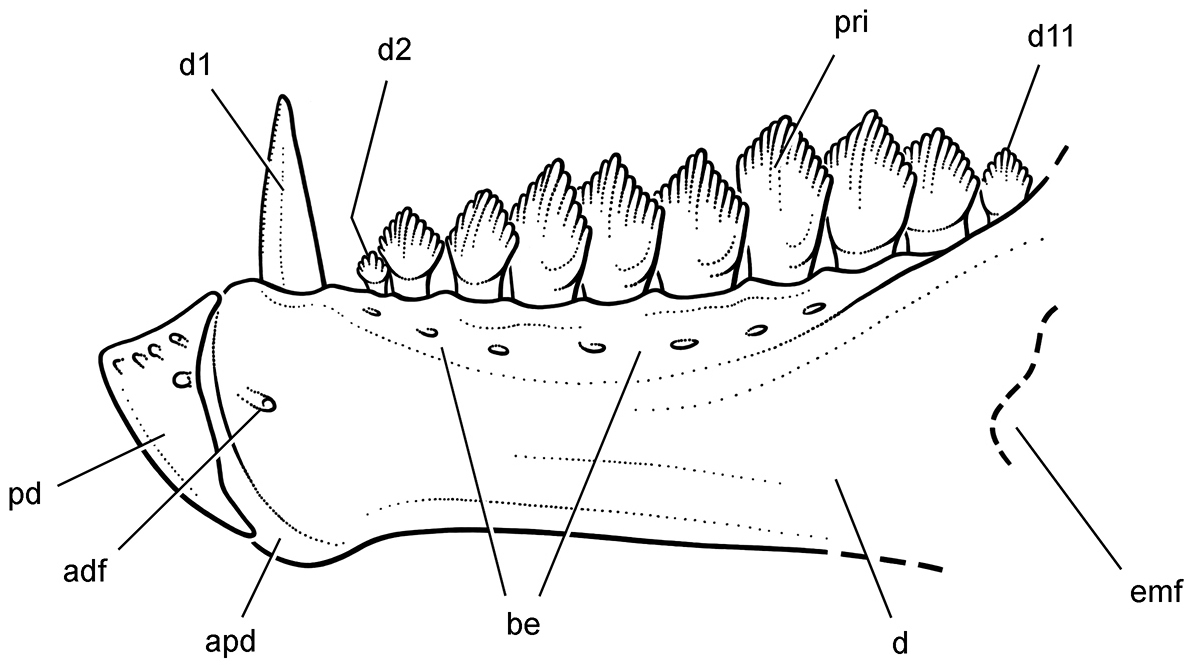
Tái tạo hàm dưới của Pegomastax